# Taekwondo-Europameisterschaften 1988
Die Taekwondo-Europameisterschaften 1988 fanden vom 26. bis 29. Mai 1988 in Ankara in der Türkei statt. Veranstaltet wurden die Titelkämpfe von der European Taekwondo Union (ETU). Insgesamt fanden 16 Wettbewerbe statt, jeweils acht bei Frauen und Männern in unterschiedlichen Gewichtsklassen.
Die Türkei war die erfolgreichste Nation mit sechs Gold-, fünf Silber- und zwei Bronzemedaillen. Auf den Plätzen folgten Spanien und die Niederlande. Die Bundesrepublik Deutschland gewann eine Goldmedaille sowie dreimal Silber und fünfmal Bronze. Auf Rang sieben platzierte sich die Schweiz mit einer Silbermedaillen, einen Platz vor Österreich mit drei Bronzemedaillen.

## Medaillengewinner

### Frauen
| Gewichtsklasse | Gold              | Silber            | Bronze                 |
| -------------- | ----------------- | ----------------- | ---------------------- |
| - 43 kg        | María Rosa Moreno | Emine Güler       | Sonja Galvano          |
| - 43 kg        | María Rosa Moreno | Emine Güler       | Charlotte König        |
| - 47 kg        | Piera Muggiri     | Anita van der Pas | Bettina Engelking      |
| - 47 kg        | Piera Muggiri     | Anita van der Pas | Regina Singer          |
| - 51 kg        | Sultan Demir      | Roberta Parisella | Fatma-Ayse Kayadelen   |
| - 51 kg        | Sultan Demir      | Roberta Parisella | Josefina López         |
| - 55 kg        | Züleyhan Tan      | Kerstin Aaslepp   | Amparo Dols            |
| - 55 kg        | Züleyhan Tan      | Kerstin Aaslepp   | Anne-Mette Christensen |
| - 60 kg        | Sibel Dinçer      | Jolanda van Duren | Karin Schwartz         |
| - 60 kg        | Sibel Dinçer      | Jolanda van Duren | Juana Usurbil          |
| - 65 kg        | Coral Bistuer     | Sonny Seidel      | Petra Adler            |
| - 65 kg        | Coral Bistuer     | Sonny Seidel      | Sabina Luciani         |
| - 70 kg        | Mandy de Jongh    | Elena Navaz       | Michaela Huber         |
| - 70 kg        | Mandy de Jongh    | Elena Navaz       | Şeyda Şerifoğlu        |
| + 70 kg        | Anne-Mieke Buijs  | Mine Arduç        | Ute Güster             |

### Männer
| Gewichtsklasse | Gold                | Silber           | Bronze             |
| -------------- | ------------------- | ---------------- | ------------------ |
| - 50 kg        | Harun Ateş          | Vicky Rumeon     | Óscar Blanco       |
| - 50 kg        | Harun Ateş          | Vicky Rumeon     | Dario Manca        |
| - 54 kg        | Geremia Di Costanzo | Reinhard Langer  | Thomas Mayr        |
| - 54 kg        | Geremia Di Costanzo | Reinhard Langer  | Josef Salim        |
| - 58 kg        | José Sanabria       | Nuno Damaso      | Şakir Bezcir       |
| - 58 kg        | José Sanabria       | Nuno Damaso      | Christian Herberth |
| - 64 kg        | Jesús Tortosa       | Cengiz Yağız     | Thomas Filio       |
| - 64 kg        | Jesús Tortosa       | Cengiz Yağız     | Hubert Sinègre     |
| - 70 kg        | Nusret Ramazanoğlu  | José Eles        | Markku Parviainen  |
| - 70 kg        | Nusret Ramazanoğlu  | José Eles        | Ruben Thijs        |
| - 76 kg        | Şener Özsoy         | John Wright Díaz | Marcello Pezzolla  |
| - 76 kg        | Şener Özsoy         | John Wright Díaz | Robert Tomašević   |
| - 83 kg        | Markus Woznicki     | Metin Şahin      | Miguel Jordán      |
| - 83 kg        | Markus Woznicki     | Metin Şahin      | Jari Kaila         |
| + 83 kg        | Tonny Sørensen      | Ali Şahin        | José Luis Álvarez  |
| + 83 kg        | Tonny Sørensen      | Ali Şahin        | Henk Meijer        |

## Medaillenspiegel
| Platz  | Land           | Gold | Silber | Bronze | Gesamt |
| ------ | -------------- | ---- | ------ | ------ | ------ |
| 1      | Türkei         | 6    | 5      | 2      | 13     |
| 2      | Spanien        | 4    | 3      | 6      | 13     |
| 3      | Niederlande    | 2    | 3      | 2      | 7      |
| 4      | Italien        | 2    | 1      | 3      | 6      |
| 5      | BR Deutschland | 1    | 3      | 5      | 9      |
| 6      | Dänemark       | 1    | −      | 5      | 6      |
| 7      | Schweiz        | −    | 1      | −      | 1      |
| 8      | Österreich     | −    | −      | 3      | 3      |
| 9      | Finnland       | −    | −      | 2      | 2      |
| 10     | Frankreich     | −    | −      | 1      | 1      |
| 10     | Jugoslawien    | −    | −      | 1      | 1      |
| 10     | Schweden       | −    | −      | 1      | 1      |
| Gesamt | Gesamt         | 16   | 16     | 31     | 63     |